# Liste des villes du Liechtenstein
Liste des villes du Liechtenstein, par ordre alphabétique.
- Haut – A
- B
- C
- D
- E
- F
- G
- H
- I
- J
- K
- L
- M
- N
- O
- P
- Q
- R
- S
- T
- U
- V
- W
- X
- Y
- Z

## B
- Balzers : 4 595 hab. (2017)

## E
- Eschen : 4 375 hab. (2017)

## G
- Gamprin : 1 657 hab. (2017)

## M
- Mauren : 4 298 hab. (2017)

## P
- Planken : 448 hab. (2017)

## R
- Ruggell : 2 243 hab. (2017)

## S
- Schaan : 5 983 hab. (2017)
- Schellenberg : 1 090 hab. (2017)

## T
- Triesen : 5 120 hab. (2017)
- Triesenberg : 2 618 hab. (2017)

## V
- Vaduz : 5 450 hab. (2017)